# Arrows A18
O A18 é o modelo da Arrows da temporada de 1997 da Fórmula 1. Condutores: Damon Hill e Pedro Paulo Diniz.

## Resultados[1]
(legenda) 
| Ano  | Chassi | Motor            | Pneus | N° | Pilotos           | 1   | 2   | 3   | 4   | 5   | 6   | 7   | 8   | 9   | 10  | 11  | 12  | 13  | 14  | 15  | 16  | 17  | Pontos | Posição |  |
| ---- | ------ | ---------------- | ----- | -- | ----------------- | --- | --- | --- | --- | --- | --- | --- | --- | --- | --- | --- | --- | --- | --- | --- | --- | --- | ------ | ------- |  |
|      |        |                  |       |    |                   |     |     |     |     |     |     |     |     |     |     |     |     |     |     |     |     |     |        |         |  |
|      |        |                  |       |    |                   | AUS | BRA | ARG | SMR | MON | SPA | CAN | FRA | GBR | GER | HUN | BEL | ITA | AUT | LUX | JPN | EUR |        |         |  |
| 1997 | A18    | Yamaha OX11A V10 | B     | 1  | Damon Hill        | DNS | 17† | Ret | Ret | Ret | Ret | 9   | 12  | 6   | 8   | 2   | 13† | Ret | 7   | 8   | 12  | Ret | 9      | 8º      |  |
| 1997 | A18    | Yamaha OX11A V10 | B     | 2  | Pedro Paulo Diniz | 10  | Ret | Ret | Ret | Ret | Ret | 8   | Ret | Ret | Ret | Ret | 7   | Ret | 13† | 5   | 13  | Ret | 9      | 8º      |  |

† Completou mais de 90% da distância da corrida.